# 刺叶柄黄耆
刺叶柄黄耆（学名：Astragalus oplites）为豆科黄耆属下的一个种。

## 扩展阅读
- 維基物種上的相關：刺叶柄黄耆